# Высокино (Тверская область)
Высокино — деревня в Зубцовском районе Тверской области. Входит в состав Вазузского сельского поселения.

## География
Находится в южной части Тверской области на расстоянии приблизительно 4 км по прямой на юг-юго-запад от районного центра города Зубцов на правом берегу реки Вазуза.

## История
Деревня была отмечена еще на карте Менде (состояние местности на 1848 год). В 1859 году здесь (деревня Зубцовского уезда Тверской губернии) было учтено 35 дворов, в 1941—46.

## Население
Численность населения: 279 человек (1859 год), 44 (русские 89 %) в 2002 году, 35 в 2010.